# Marta Kuehn-Jarek
Pour les articles homonymes, voir Kuehn et Jarek.
Marta Kuehn-Jarek (née Kuehn le 11 décembre 1981 à Kalisz) est une ancienne joueuse de volley-ball polonaise. Elle mesure 1,67 m et jouait au poste de libero. Elle a mis un terme à sa carrière de volleyeuse professionnelle en 2017.

## Clubs
| Club               | De        | À         |
| ------------------ | --------- | --------- |
| Winiary Kalisz     | 1999-2000 | 2005-2006 |
| PTPS Piła          | 2006-2007 | 2007-2008 |
| SSK Calisia Kalisz | 2008-2009 | 2008-2009 |
| Pałac Bydgoszcz    | 2010-2011 | 2012-2013 |
| PTPS Piła          | 2013-2014 | 2013-2014 |
| MKS Kalisz         | 2015-2016 | 2016-2017 |

## Palmarès
- Championnat de Pologne
  - Vainqueur : 2005.
  - Finaliste : 2004, 2007, 2008.
- Coupe de Pologne
  - Vainqueur : 2008.